# Бобр (канонерская лодка)
«Бобр» — мореходная парусно-винтовая канонерская лодка Российского императорского флота.
Построена по русскому проекту на верфи В:мъ Крейтонъ и Ко. в г. Або (Финляндия) в 1885 году. Головная в серии из двух кораблей («Бобр», «Сивуч»). По конструкции представляла собой плоскодонный корабль с оснасткой брига (позже оснастка заменена на три лёгкие мачты). Носовое 229-мм орудие имело угол обстрела по 36 градусов на борт от диаметральной плоскости.
«Бобр» принял участие в изучении побережья Дальнего Востока. Кроме того, лодка привлекалась для патрулирования экономической зоны. Участвовала в подавлении ихэтуаньского восстания и в русско-японской войне.

## Строительство
Чертежи канонерской лодки были разработаны российскими инженерами и утверждены в Морском техническом комитете (МТК) 2 апреля 1883 года. А паровые машины с котлами ранее разработаны на заводе «В:мъ Крейтонъ и Ко.». 28 мая 1883 года между МТК Российской империи и заводом «В:мъ Крейтонъ и Ко.» в Або заключен договор на постройку канонерской лодки. Согласно этому договору на заводе делалось всё, кроме рангоута, такелажа, цепных штуртросов, парусов, якорей с цепными канатами, камбузов, водоопреснительных аппаратов, медных погон под станки орудий, компасов и навигационных устройств, фонарей и осветительных принадлежностей. Стоимость постройки канонерки составляла 580 125 рублей, из них 420 375 рублей — корпус, 159 750 рублей — паровая машина с котлами. Срок сдачи — не позднее 31 мая 1885 года. Канонерка получила название «Бобр». Наблюдающим за постройкой назначен корабельный инженер штабс-капитан КИМ И. Е. Фёдоров
Строительство начато в январе 1884 года. Сталь используемая для постройки проходила испытания в мастерских Кронштадтского порта на соответствие требованиям МТК, и только после этого допускалась в работу. «Бобр» спустили на воду 10 апреля 1885 года. При спуске полное водоизмещение составило 1230 тонн.
16 октября 1886 года канонерка прибыла в Кронштадт, где продолжились ходовые испытания. 30 октября «Бобр» на мерной миле развил наибольшую скорость в 12,14 узла. Также в Кронштадте установили вооружение и рангоут.

## Вооружение
Основное вооружение, артиллерия:
- одна — 9-дюймовая картузная пушка;
- одно — 6-дюймовое картузное орудие в 35 калибров;
- шесть — 9-фунтовых образца 1877 года;
- пять скорострельных орудий[3].

## Служба
В 1886 году «Бобр» зачислен в состав Балтийского флота, в августе 1886 года под командованием капитана 2-го ранга А. Меньшикова начал переход на Тихий океан.
7 (19) июня 1887 года «Бобр» прибыл во Владивосток. 11 июля 1887 года корабль официально перечислен в состав Сибирского флотского экипажа.
Конец 1887 — Несла стационерную службу в Чемульпо.
В 1890 году проведены гидрографические исследования и промерные работы в заливе Америка (ныне Находка) под командованием капитана 2-го ранга П. С. Павловского. В ходе этой экспедиции были нанесены на карту: мыс Павловского (назван по фамилии капитана), мыс Ержиковича (назван по фамилии лейтенанта Владислава Константиновича Ержиковича), мыс Лидерса (назван по фамилии старшего механика Эммануила Александровича Лидерса), мыс Мусатова (назван по фамилии ревизора мичмана А. А. Мусатова), мыс Шведова (назван по фамилии младшего механика Ивана Семёновича Шведова), скала Бахирева (по фамилии обнаружившего её вахтенного начальника), банка Белкина (названа по фамилии героя Севастопольской обороны 1854—1855 годов лейтенанта М. Ф. Белкина).
В 1891 году канонерская лодка вошла в состав эскадры Николая II, посетившего Дальний Восток, а затем крейсировала с охранными целями у Командорских островов и под флагом начальника эскадры Тихого океана Павла Петровича Тыртова крейсировала у берегов Китая и Японии. В 1891—1892 годах экспедицией под руководством начальника Отдельной съёмки Восточного океана капитана КФШ А. С. Стенина на корабле был обследован Уссурийский залив, и назван по фамилии командира капитана 2-го ранга А. Р. Бойля один из входных мысов бухты Цезывай (ныне бухта Весёлкина). 27 мая командиром назначен О. А. Энквист.
Приказом командира порта от 14 марта 1892 года на лодку «Бобр» назначены лейтенанты К. К. Майет и Тырков вахтенными начальниками, мичман Лагода — исполняющим должность ревизора, Степанов — минным офицером, лейтенант В. В. Шельтинг — старшим артиллерийским офицером, КФШ поручик С. С. Чихачёв — старшим штурманом.
В начале 1890-х годов лодка занималась гидрографическими работами у побережья Кореи.
В ходе описных и промерных работ в заливе Петра Великого 1892—1893 годов, на северном берегу полуострова Песчаный был обследован и назван мыс Чихачёва — по фамилии старшего штурмана.
В апреле 1895 года совместно с «Всадником» и «Гайдамаком» проводились практические упражнения около малых остров, расположенных между островом Квельпорт и южным берегом Кореи (порт Гамильтон).
В июле ОБК в составе «Владимир Мономах», «Забияка», «Отважный» и «Бобр» под общим командованием контр-адмирала Евгения Ивановича Алексеева поставлен наблюдать за обстановкой в Вей-Ха-Вее, Порт-Артуре и Чемульпо
В августе 1896 года — стационер в Ханькоу.
В 1897 году в Семёновском ковше (ныне Спортивная гавань) Амурского залива был назван мыс Бобр — в честь самой канонерки, но в начале XX века название было изменено на мыс Боброва. Далее командиром назначен В. А. Бойсман (ранее, с 1892 по 1895 год старший офицер).
В 1899 году участие в больших манёврах эскадры Тихого океана в заливе Талиенван.

### Ихэтуаньское восстание
29 мая 1900 года — в составе отряда кораблей под командованием контр-адмирала Михаила Герасимовича Веселаго участвовала в перевозке из Порт-Артура через Тангу в Тяньцзинь и Пекин сухопутного отряда под командой полковника Константина Андреевича Анисимова.
3 (16) июня 1900 года для обстрела фортов в Таку от международной коалиции были выделены: от русской эскадры — канонерские лодки «Бобр», «Кореец», «Гиляк», миноносцы № 204 и 207; от английской — канонерка Algerine, контрминоносцы Fame и Whiting; от французов — канонерка Lion, от немцев — канонерка Iltis, от японцев — канонерка «Акаги» и контрминоносец «Кагеро». Общее командование, как старшего флагмана, было возложено на командира канонерки «Бобр» капитана 1-го ранга Кирилла Романовича Добровольского. У Таку им противостояли 4 форта и четыре миноносца: «Хай Хуа», «Хай Лун», «Хай Цин», «Хай Си»; также на внешнем рейде находился крейсер «Хайтянь». Вечером этого же дня прошёл сбор командиров кораблей на борту «Бобра». Далее корабли поднядись по реке, и разделившись на два отряда, заняли позиции: русские и англичане у Северо-Западного форта; немцы, французы и японцы у Тангу. В 0 часов 50 минут 17 июня батареи открыли огонь по кораблям коалиции. Немногим позже был открыт ответный огонь по форту с кораблей «Бобр», «Гиляк», «Кореец» и «Альжерин». Далее для обстрела к кораблям присоединились «Ильтис» и «Лион». «Гиляк», «Фэйм» и «Вайтинг» атаковали китайские миноносцы, захватили их и отвели к Танг. «Бобр» удачным выстрелом взорвал пороховой погреб форта. Сам «Бобр» в этом бою пострадал менее всех прочих участвовавших кораблей — прямых попаданий не получил, осколком снаряда, попавшим в компрессор станка, выведено из строя 229-мм орудие. Ни убитых, ни раненых на лодке не было.
Позже Добровольский написал книгу «Взятие фортов Таку».
С лета по октябрь 1901 года корабли «Всадник», «Гайдамак», «Манджур», «Сивуч», «Бобр», «Отважный» и «Гиляк» сменяя друг друга занимались крейсерством в поисках хунхузов, несли брандвахтенную и карантинную службу в порту Дальнем (ныне Далянь) с заходами в Порт-Артур.
Ноябрь 1903 года — в Чемульпо.

### Русско-японская война
С 1904 года командиром назначен капитан 2-го ранга Михаил Владимирович Бубнов, который по прибытии в Порт-Артур был назначен командующим 2-м отрядом миноносцев. Вместо него назначен капитан 2-го ранга В. В. Шельтинг (ранее, в начале 1890-х годов старший минный офицер).
5 февраля «Бобр» и «Гиляк» под прикрытием «Гайдамака» проводили траление со шлюпок в Голубиной бухте.
14 (27) марта 1904 года под флагом адмирала Степана Осиповича Макарова участвовала в отражении нападения японских брандеров на рейд Порт-Артура.
13 (26) мая 1904 года «Бобр» в сопровождении миноносцев «Бойкий» и «Бурный» (командиры миноносцев имели распоряжение уничтожить свои корабли, если последует угроза захвата) прошёл через Талиенванские заграждения, зашёл в бухту Хунуэза (бухта с юга на границе современных районов Даляня Ганьцзинцзы и Цзиньчжоу) и поддержал огнём части 4-й стрелковой дивизии генерала Александра Викторовича Фока в сражении у Цзиньчжоу. Канонерка смогла задержать наступление левого фланга армии Оку (3-я пехотная дивизия) и отбить атаки японцев в течение первой половины дня. Но после того как части 4-й японской дивизии заняли позиции на левом фланге и вышли в тыл русским, был отдан приказ об отходе. Через некоторое время корабли беспрепятственно вернулись в гавань.
13 июня «Бобр», «Отважный», «Гремящий», «Всадник» и 14 миноносцев участвовали в отражении прорыва японских миноносцев которые шли на поддержку своих войск, участвовавших в боях за гору Куинсан (Хуинсан).
17 июня «Бобр», «Всадник» и шесть миноносцев выполняли охранение тралящего каравана в бухте Тахэ. 30 июня «Бобр», «Паллада», «Гайдамак» и три миноносца отразили атаку миноносцев «Кагеро», «Муракумо», «Югири», «Сиракуи» на тралящие корабли в бухте Тахэ.
1 июля учения с практическими стрельбами в бухте Тахэ крейсера «Новик» и канлодок «Бобр» и «Гремящий».
8 августа ОБК России в составе крейсера «Новик», канонерок «Бобр» и «Гремящий» усиленный миноносцами во время обстрела японских сухопутных частей вступил в бой с ОБК Японии в составе крейсеров «Мацусима», «Ицукусима».
20 октября 1904 лодка получила сильные повреждения от огня осадной японской артиллерии, после чего было решено снять с канонерки орудия, а экипаж перевести в береговую оборону крепости. За боевые действия во время войны командир лодки В. В. Шельтинг награждён орденами Святого Георгия IV степени, Святого Станислава II степени с мечами и Святой Анны II степени с мечами.
2 декабря 1904 года Николай Фёдорович Мисников на 10-весельном катере с «Бобра» доставил из Порт-Артура в Чифу депеши главнокомандующему генералу Алексею Николаевичу Куропаткину и командующему флотом вице-адмиралу Николаю Илларионовичу Скрыдлову.
13 (26) декабря 1904 канонерка затонула от попадания японского 280-мм снаряда на рейде Порт-Артура. В 1905 году поднята японскими водолазами и сдана на слом.

## Знаки отличия
- лодке пожалованы серебряные рожки за участие во взятии фортов Таку[3].

## Известные люди, служившие на корабле

### Командиры
- ??.??.18??—??.??.1887 капитан 2-го ранга А. Меньшиков
- ??.??.1887—05.10.1888 капитан 2-го ранга П. С. Павловский
- 05.10.1888—27.05.1891 капитан 2-го ранга А. Р. Бойль
- 27.05.1891—21.08.1893 капитан 2-го ранга О. А. Энквист
- 21.08.1893—18.09.1895 капитан 2-го ранга Н. А. Александровский
- 18.09.1895—??.??.1897 капитан 2-го ранга М. П. Молас
- ??.04.1897—??.??.1898 капитан 2-го ранга В. А. Бойсман
- ??.??.1898—??.??.1901 капитан 2-го ранга, капитан 1-го ранга К. Р. Добровольский[11]
- ??.??.1902—??.??.1902 капитан 2-го ранга А. А. Ливен
- ??.??.1904—??.??.1904 капитан 2-го ранга М. В. Бубнов
- 10.03.1904—11.05.1904 капитан 2-го ранга А. А. Ливен
- 11.05.1904—??.??.1904 капитан-лейтенант В. В. Шельтинг

### Старшие офицеры
- ??.??.1892—??.??.1895 капитан 2-го ранга А. А. Бойсман
- ??.??.1895—??.??.1895 К. К. Майет
- ??.??.1895—??.??.1896 И. И. Чагин
- ??.??.1897—??.??.1897 В. К. Кевнарский
- 07.03.1903—??.??.1903 А. Н. Рычагов
- ??.??.1903—18.03.1904 лейтенант М. К. Бахирев
- 28.03.1904—??.??.19?? лейтенант А. В. Колюбакин 2-й

### Другие должности
Ревизоры
- ??.??.1890—??.??.1890 А. А. Мусатов
- 01.01.1903—20.12.1904 Г. С. Пилсудский (и. д. ревизора и вахтенный начальник)

Вахтенная служба
- 14.10.1885—19.09.1889 вахтенный начальник лейтенант В. Н. Ферзен
- ??.??.1889—??.??.18?? вахтенный начальник мичман М. К. Бахирев
- ??.??.1890—??.??.1890 вахтенный начальник лейтенант В. К. Монвид-Ержикович (Ержикович)
- 01.10.1890—14.03.1892 вахтенный начальник мичман, с 30.08.1891 лейтенант А. А. Корнильев
- ??.??.1891—??.??.1892 вахтенный начальник лейтенант А. А. Горшков[19]
- 14.03.1892—??.??.189? вахтенный начальник К. К. Майет
- ??.??.1896—14.01.1897 вахтенный начальник и ротный командир[20] лейтенант П. П. Шмидт
- 18.01.1904—02.03.1904 вахтенный начальник К. Д. Ордовский-Танаевский
- 19.01.1904—??.??.190? вахтенный начальник мичман Л. В. Сахаров
- ??.??.190?—??.??.190? вахтенный начальник мичман В. А. Мальцов
- ??.??.190?—??.??.190? вахтенный начальник мичман С. М. Поливанов
- ??.??.190?—??.??.190? вахтенный начальник мичман Е. Н. Мандражи

Корпус флотских штурманов (КФШ)
- ??.??.1892—??.??.1893 старший штурман С. С. Чихачёв
- ??.??.1904—??.??.1904 врид штурманского офицера волонтёр штурман дальнего плавания С. Ильин

Корпус морской артиллерии (КМА)
- ??.??.1887—??.??.1888 старший артиллерийский офицер лейтенант В. Х. Иениш
- ??.??.1888—??.??.1891 артиллерийский офицер лейтенант С. Т. Неежмаков
- ??.??.1893—??.??.1895 артиллерийский офицер лейтенант И. И. Чагин
- 02.02.1904—18.07.1904 артиллерийский офицер лейтенант Е. Ю. Ходорович
- 31.07.1903—04.10.1904 артиллерийский офицер лейтенант М. И. Никольский
- ??.05.1904—08.06.1904 врио командира 9-дюймового орудия мичман Д. А. Пеликан

Корпус инженер-механиков флота (КИМФ)
- 04.10.188?—28.10.1888 заведующий механической частью лейтенант И. Н. Лебедев
- ??.??.1890—??.??.1890 старший судовой механик Э. А. Линдерс
- ??.??.1890—??.??.1890 младший судовой механик И. С. Шведов
- ??.??.1903—??.??.1904 судовой инженер-механик младший инженер-механик А. А. Шафров
- ??.02.1904—??.03.1904 младший судовой механик младший инженер-механик А. В. Акимов
- ??.02.1904—??.03.1904 младший судовой механик младший инженер-механик В. П. Улановский

Медицинская служба
- ??.??.189?—??.??.1897 судовой врач Н. П. Солуха
- 19.11.1903—15.12.1904 судовой врач К-Ф. Г. Чернай

## Память
В честь канонерской лодки «Бобр» названы:
- полуостров Бобр (Японское море, полуостров Корея, 35°31′ с.ш., 129°22′ в.д., полуостров обследован в 1893 году экипажем канонерской лодки «Бобр», им же было присвоено название полуострову)[21];
- пролив Бобр (Жёлтое море, острова Личаншань, 39°13′ с.ш., 122°34′ в.д., пролив обследован в 1899—1901 гг. Гидрографической экспедицией Восточного океана, тогда же присвоено название проливу; в настоящее время русское название на карты не наносится)[21];
- скала Бобр [Хуаншицзяо] (Жёлтое море, полуостров Гуаньдун (Квантунский полуостров), 39°36′ с.ш., 123°26′ в.д., скала открыта в 1898—1899 Гидрографической экспедицией Восточного океана, тогда же присвоено название; в настоящее время русское название на карты не наносится)[21].